# IAR-95
Die IAR-95 Spey war ein rumänisches Kampfflugzeug-Technologieprojekt in den 1970er-Jahren für die rumänischen Luftstreitkräfte. Das Projekt wurde zunächst im Jahr 1981 aufgrund finanzieller Engpässe auf Eis gelegt und schließlich 1988 endgültig eingestellt. Ein flugfähiger Prototyp wurde nicht gebaut.